# Leichtathletik-Weltmeisterschaften 2017/Teilnehmer (Estland)
| Gelbes Symbol für Goldmedaillen mit stilisierten Olympischen Ringen | Graues Symbol für Silbermedaillen mit stilisierten Olympischen Ringen | Braundes Symbol für Bronzemedaillen mit stilisierten Olympischen Ringen |
| ------------------------------------------------------------------- | --------------------------------------------------------------------- | ----------------------------------------------------------------------- |
| —                                                                   | —                                                                     | —                                                                       |

Von Estland wurden drei Athletinnen und elf Athleten für die Leichtathletik-Weltmeisterschaften 2017 in London nominiert.

## Ergebnisse

### Frauen

#### Sprung/Wurf
| Athletin        | Disziplin  | Qualifikation | Qualifikation | Finale             | Finale             |
| Athletin        | Disziplin  | Weite         | Platz         | Weite              | Platz              |
| --------------- | ---------- | ------------- | ------------- | ------------------ | ------------------ |
| Ksenija Balta   | Weitsprung | 6,15 m        | 25            | nicht qualifiziert | nicht qualifiziert |
| Anna Maria Orel | Hammerwurf | 67,37 m       | 18            | nicht qualifiziert | nicht qualifiziert |

#### Siebenkampf
| Athletin     | Disziplin | 100 m Hürden | Hochsprung | Kugelstoßen | 200 m      | Weitsprung | Speerwurf | 800 m       | Punkte | Platz |
| ------------ | --------- | ------------ | ---------- | ----------- | ---------- | ---------- | --------- | ----------- | ------ | ----- |
| Grit Šadeiko | Ergebnis  | 13,37 s      | 1,74 m SB  | 12,55 m     | 24,60 s SB | 6,00 m     | 47,47 m   | 2:18,88 min | 6094   | 13    |
| Grit Šadeiko | Punkte    | 1069         | 903        | 698         | 924        | 850        | 811       | 839         | 6094   | 13    |

### Männer

#### Laufdisziplinen
| Athlet              | Disziplin    | Vorlauf | Vorlauf | Halbfinale | Halbfinale | Finale             | Finale             |
| Athlet              | Disziplin    | Zeit    | Platz   | Zeit       | Platz      | Zeit               | Platz              |
| ------------------- | ------------ | ------- | ------- | ---------- | ---------- | ------------------ | ------------------ |
| Jaak-Heinrich Jagor | 400 m Hürden | 49,81 s | 20      | 50,43 s    | 19         | nicht qualifiziert | nicht qualifiziert |
| Rasmus Mägi         | 400 m Hürden | DNS     | DNS     | –––        | –––        | –––                | –––                |
| Roman Fosti         | Marathon     |         |         |            |            | 2:23:28 h SB       | 53                 |
| Tiidrek Nurme       | Marathon     |         |         |            |            | 2:20:41 h SB       | 40                 |

#### Sprung/Wurf
| Athlet        | Disziplin  | Qualifikation | Qualifikation | Finale             | Finale             |
| Athlet        | Disziplin  | Weite         | Platz         | Weite              | Platz              |
| ------------- | ---------- | ------------- | ------------- | ------------------ | ------------------ |
| Gerd Kanter   | Diskuswurf | 63,61 m       | 9             | 60,00 m            | 12                 |
| Martin Kupper | Diskuswurf | 62,71 m       | 17            | nicht qualifiziert | nicht qualifiziert |
| Magnus Kirt   | Speerwurf  | 83,86 m       | 10            | 80,48 m            | 11                 |
| Tanel Laanmäe | Speerwurf  | 76,41 m       | 25            | nicht qualifiziert | nicht qualifiziert |

#### Zehnkampf
| Athlet             | Disziplin | 100 m      | Weitsprung | Kugelstoßen | Hochsprung | 400 m      | 110 m Hürden | Diskuswurf | Stabhochsprung | Speerwurf  | 1500 m         | Punkte  | Platz |
| ------------------ | --------- | ---------- | ---------- | ----------- | ---------- | ---------- | ------------ | ---------- | -------------- | ---------- | -------------- | ------- | ----- |
| Janek Õiglane      | Ergebnis  | 11,08 s PB | 7,33 m     | 15,13 m     | 2,05 m PB  | 49,58 s PB | 14,56 s SB   | 42,11 m    | 5,10 m PB      | 71,73 m PB | 4:39,24 min    | 8371 PB | 4     |
| Janek Õiglane      | Punkte    | 843        | 893        | 798         | 850        | 834        | 903          | 708        | 941            | 916        | 685            | 8371 PB | 4     |
| Karl Robert Saluri | Ergebnis  | 10,55 s SB | 7,49 m     | 13,98 m     | 1,84 m     | 47,76 s    | 15,36 m      | 40,43 m    | 5,00 m PB      | 57,12 m    | 4:31,31 min SB | 8025 SB | 13    |
| Karl Robert Saluri | Punkte    | 963        | 932        | 727         | 661        | 921        | 807          | 673        | 910            | 695        | 736            | 8025 SB | 13    |
| Maicel Uibo        | Ergebnis  | 11,35 s    | 6,97 m     | 14,08 m     | 2,02 m     | 50,61 s SB | 14,90 s      | 47,88 m    | NM             | ––         | ––             | DNF     | ––    |
| Maicel Uibo        | Punkte    | 784        | 807        | 733         | 822        | 787        | 862          | 826        | 0              | ––         | ––             | DNF     | ––    |